# Siebeneich (Terlan)
Siebeneich (italienisch Settequerce) ist eine Fraktion der Gemeinde Terlan in Südtirol (Italien).
Siebeneich liegt nahe der Etsch auf der orographisch linken, östlichen Seite im Etschtal zwischen Bozen und Meran, knapp nordwestlich vom Bozner Talkessel. Die Ortschaft befindet sich auf 247 m Meereshöhe und zählt 844 Einwohner (25. Juni 2008). Sie ist umgeben von Apfelbäumen und Weinbergen.

## Geschichte
Frühgeschichtlich bedeutsam ist der Ort dank der Ausgrabungen aus der Eisenzeit in der Flur Brigl und aus der Zeit der Räter, die sich im sogenannten Heiligen Winkel konzentrieren. Beim 1664 errichteten Vogelmeierhof (Deutschhaus, Patauner) wurde 1961 ein keltischer Porphyr-Grabstein aus dem 4. vorchristlichen Jahrhundert mit Inschrift („Des Banacus Sohn Naupe (bin ich)“) entdeckt, der heute im Südtiroler Archäologiemuseum ausgestellt ist.
Erstmals urkundlich genannt wird die Ortschaft in den Jahren 1182–1187 als „Sibenaiche“ im Traditionsbuch von Kloster Wessobrunn, das hier über Grundbesitz verfügte. Auch das von den Welfen geförderte Prämonstratenserstift Steingaden war seit dem späten 12. Jahrhundert in Siebeneich begütert. Im späten 15. Jahrhundert kam es zu Auseinandersetzungen der Dorfgemeinschaft von Siebeneich und Terlan mit jener von Gries bei Bozen um agrarische Nutzungsrechte im weitläufigen Moosgebiet an der Etsch, die Landesfürst Sigmund von Österreich-Tirol im Jahr 1470 zu schlichten versuchte.
Kunsthistorisch von Interesse sind die Pfarrkirche zum Hl. Herzen Jesu und die Kirche zum Hl. Antonius im Deutschhaus (Haus des Deutschen Ordens). Im frühen 20. Jahrhundert ließen sich hier kurzzeitig auch Konventualen des Klosters Habsthal nieder.
Beachtlich ist der Ansitz Großkarnell (der Name rührt vom ehemaligen Karnellenhof), der früher den Grafen von Wolkenstein gehörte und im Volksmund auch als Siebeneichner Schlössl bekannt ist.
Hoch über dem kleinen Dorf, im Gemeindegebiet von Jenesien, erhebt sich die Burgruine von Burg Greifenstein (im Volksmund Sauschloss genannt). Auf halber Höhe und ebenfalls bereits im Jenesiener Gebiet befindet sich die Kapelle der Hll. Cosmas und Damian, ein mittelalterlicher Wallfahrtsort.

## Gegenwart
Der Ort verfügt über eine Raiffeisenbank, einen kleinen Supermarkt sowie einen Kindergarten und eine Grundschule für die deutsche Sprachgruppe. Die Freiwillige Feuerwehr Siebeneich sorgt für den abwehrenden Brandschutz und die allgemeine Hilfe.

## Verkehr
Nur wenige Minuten von Siebeneich entfernt liegen die Landeshauptstadt Bozen, Meran und das Burggrafenamt. Diese Orte sind über die durch Siebeneich führende alte Staatsstraße oder die Bahnstrecke Bozen–Meran, die am Bahnhof Siebeneich eine Zugangsstelle bietet, leicht zu erreichen. Zudem führt die Radroute 2 „Vinschgau–Bozen“ am Ort vorbei.

## Persönlichkeiten
- Carl von Seyffertitz (* 17. Februar 1825; † 12. Juli 1900 in Bregenz), Beamter, Politiker und Naturwissenschaftler, Besitzer von Großkarnell
- Toni Egger (* 12. September 1926; † 2. Februar 1959 am Cerro Torre, Argentinien), Kletterer und Bergsteiger

## Bildergalerie

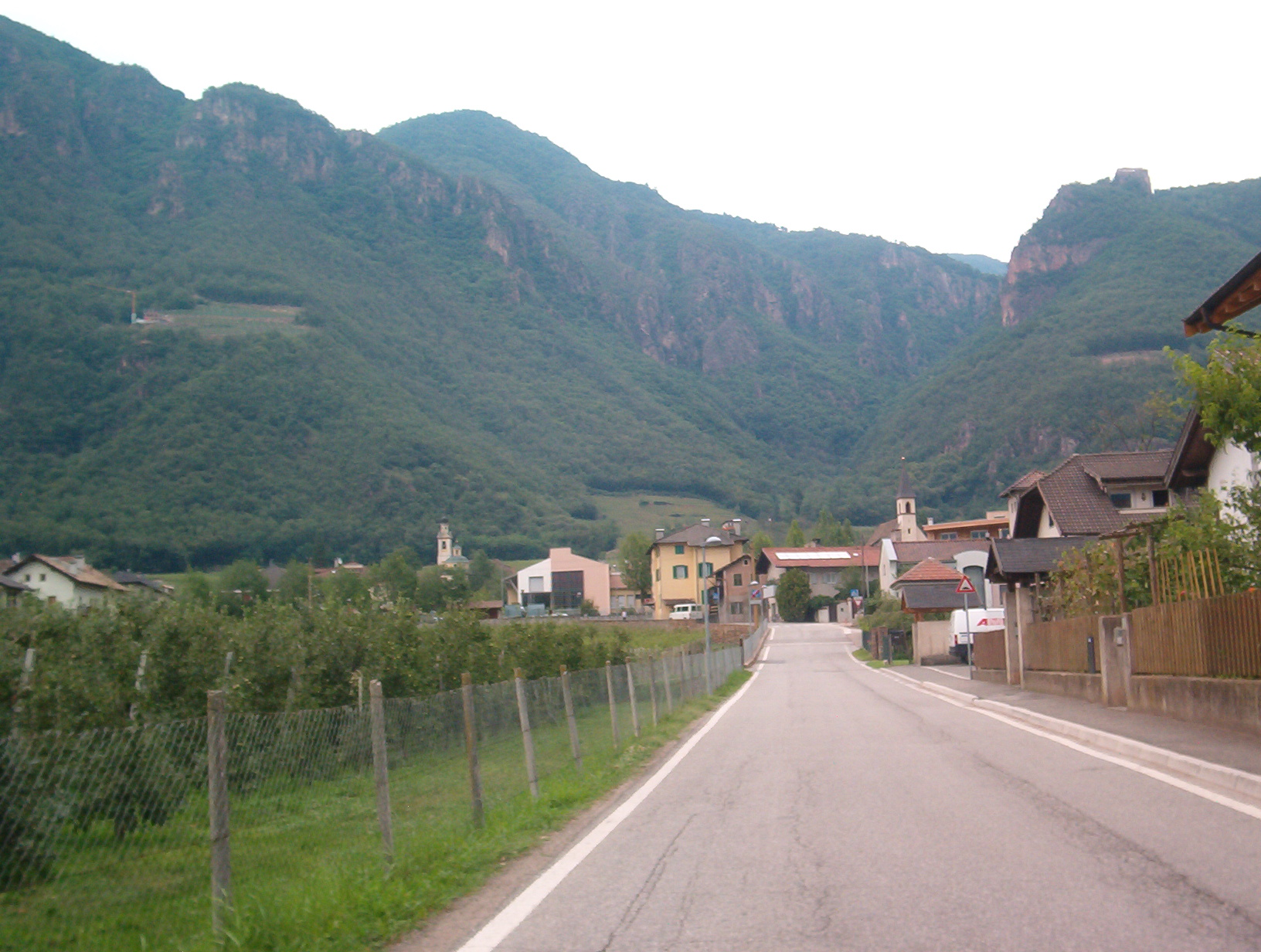
Dorfansicht
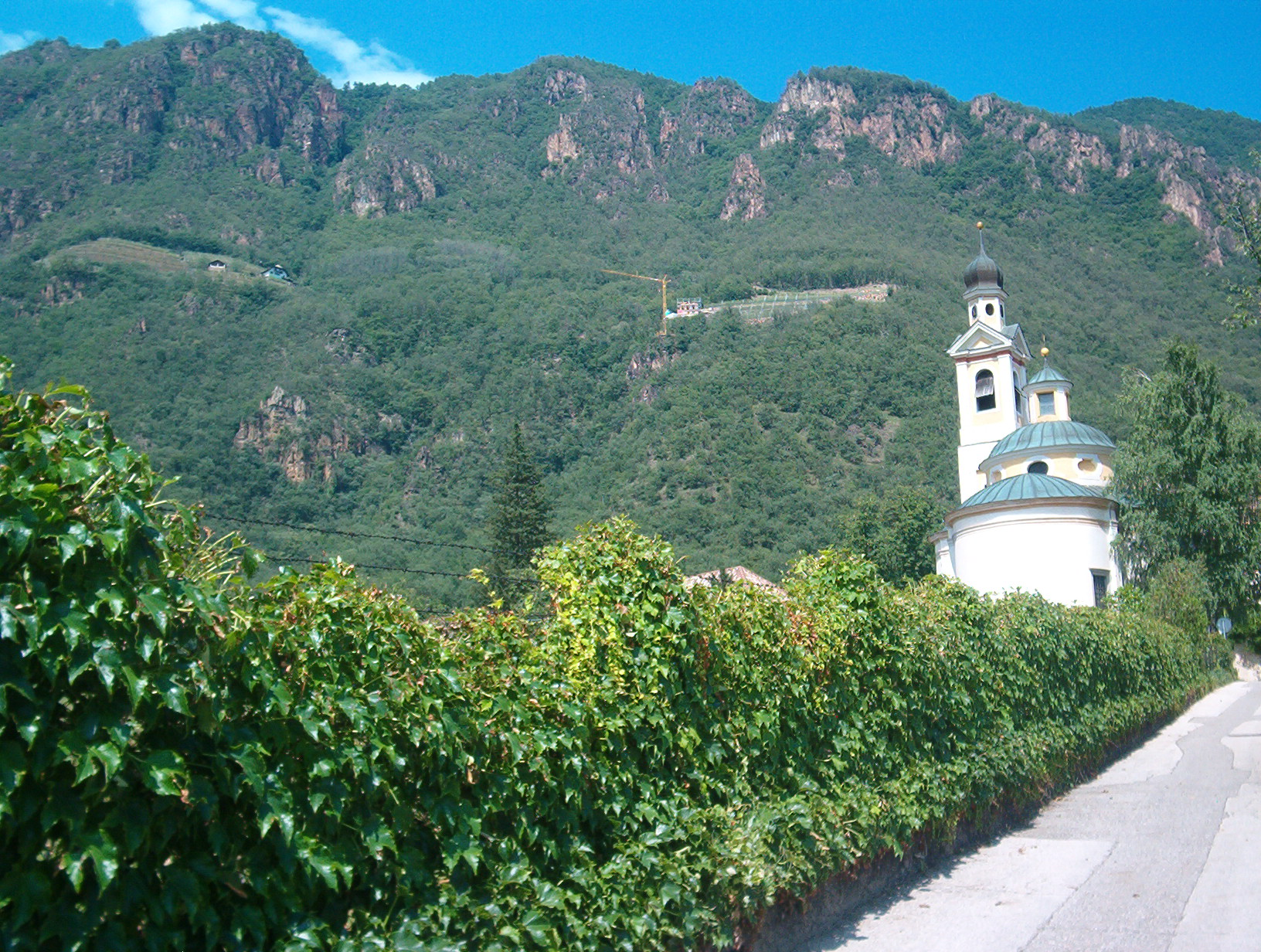
Die Deutschhaus-Kirche zum Hl. Antonius von Padua in Siebeneich
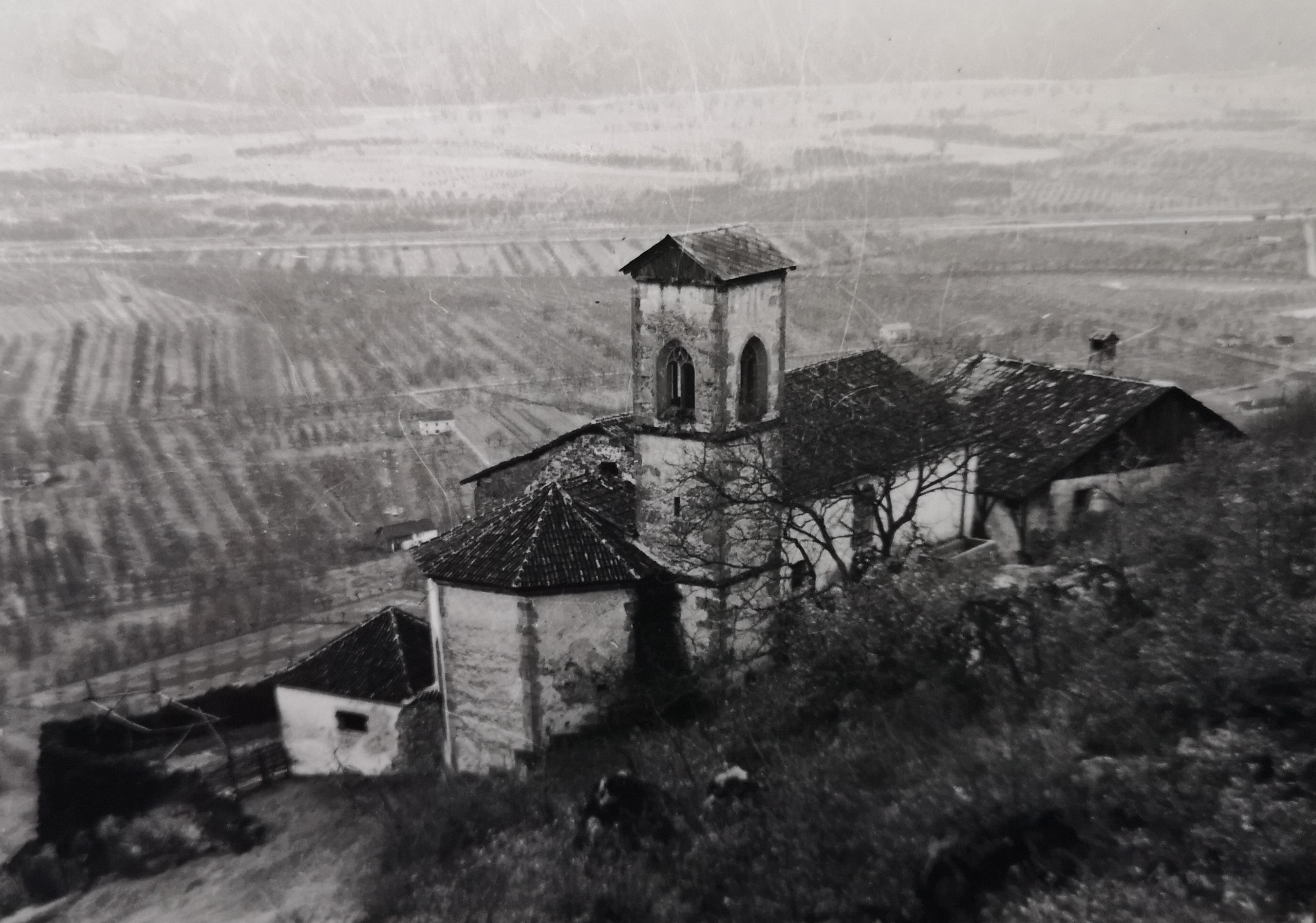
Die Kosmas-und-Damian-Kirche oberhalb Siebeneich
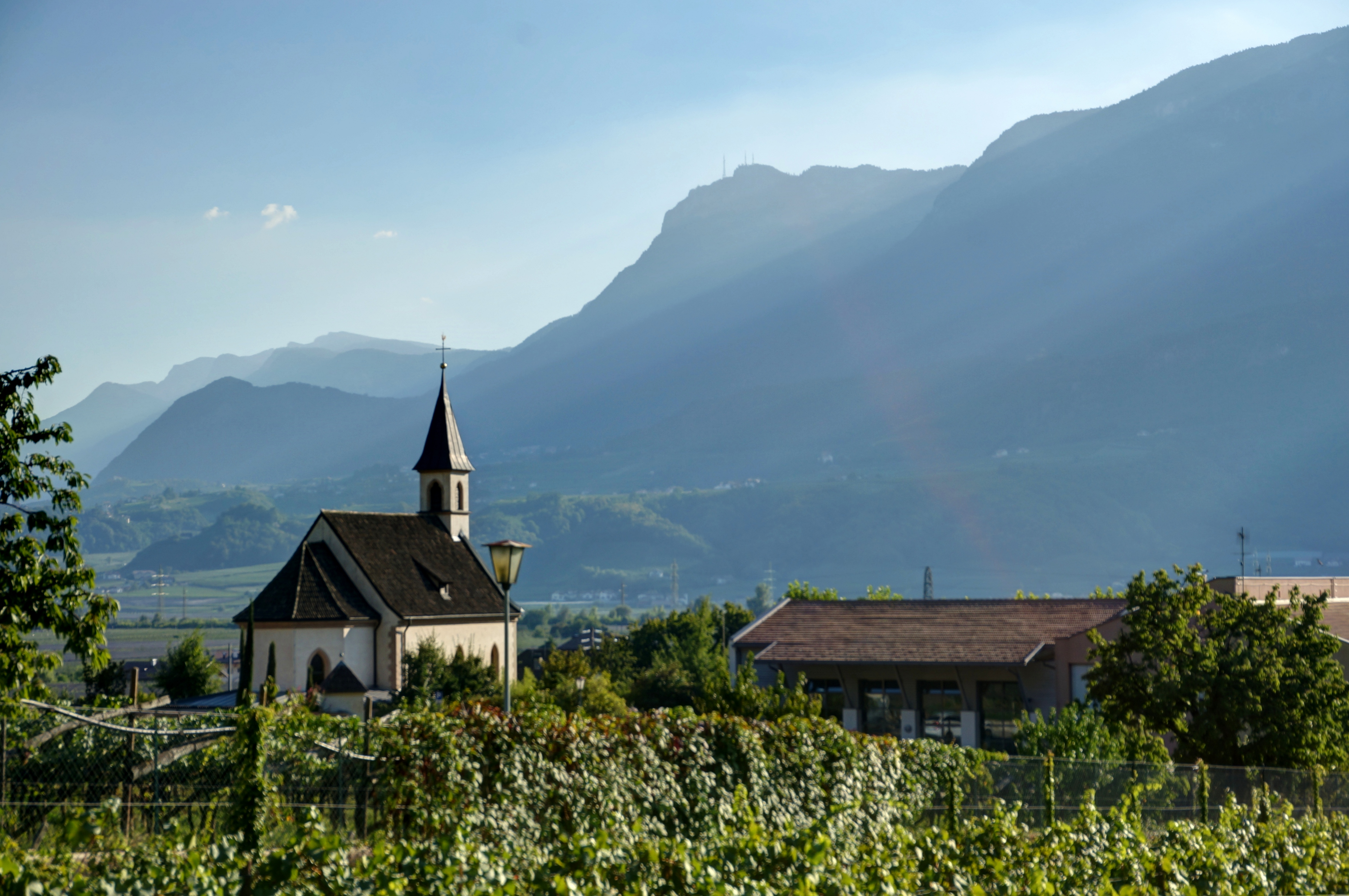
Pfarrkirche zum Hl. Herzen Jesu, vom Pater-Romedius-Weg aus gesehen
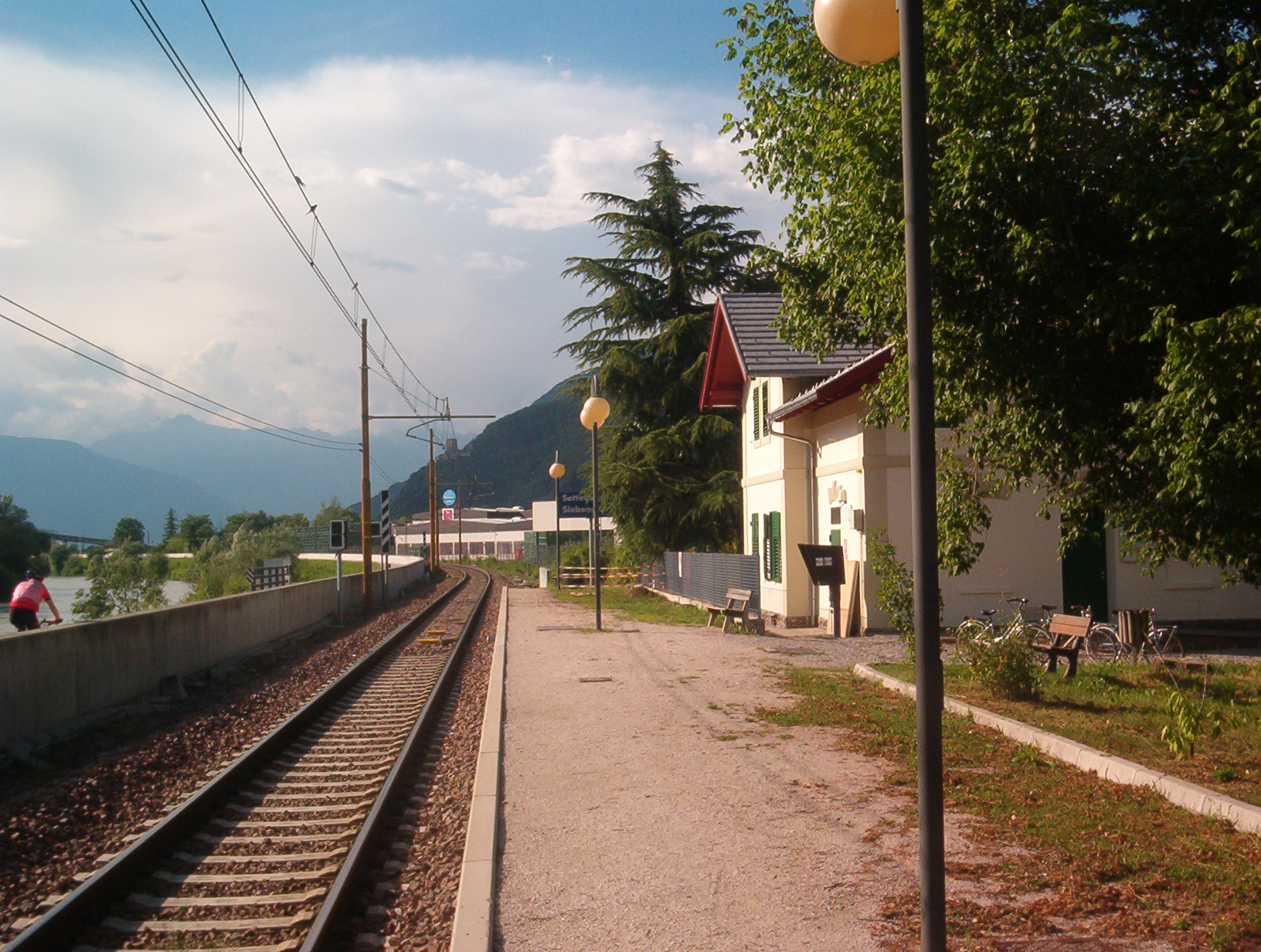
Der Bahnhof von Siebeneich vor dem Umbau 2008/09
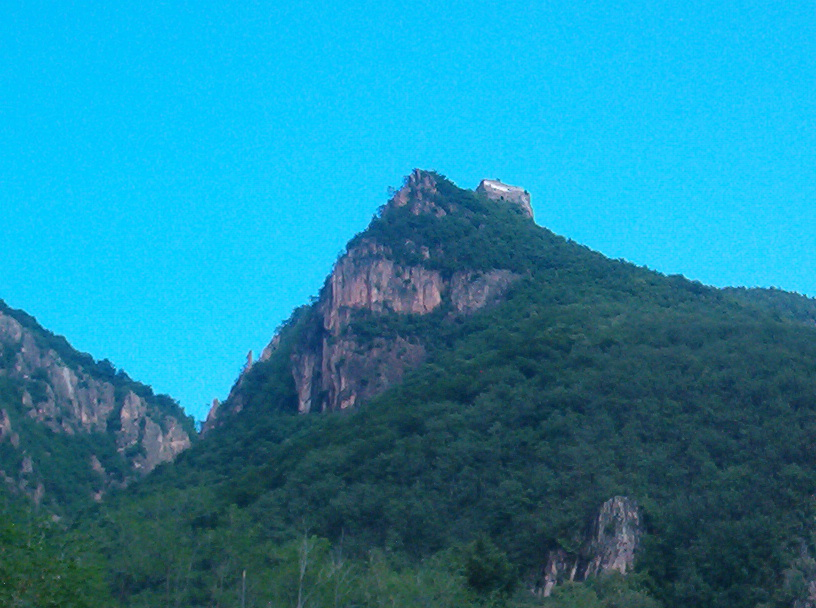
Schloss Greifenstein über Siebeneich
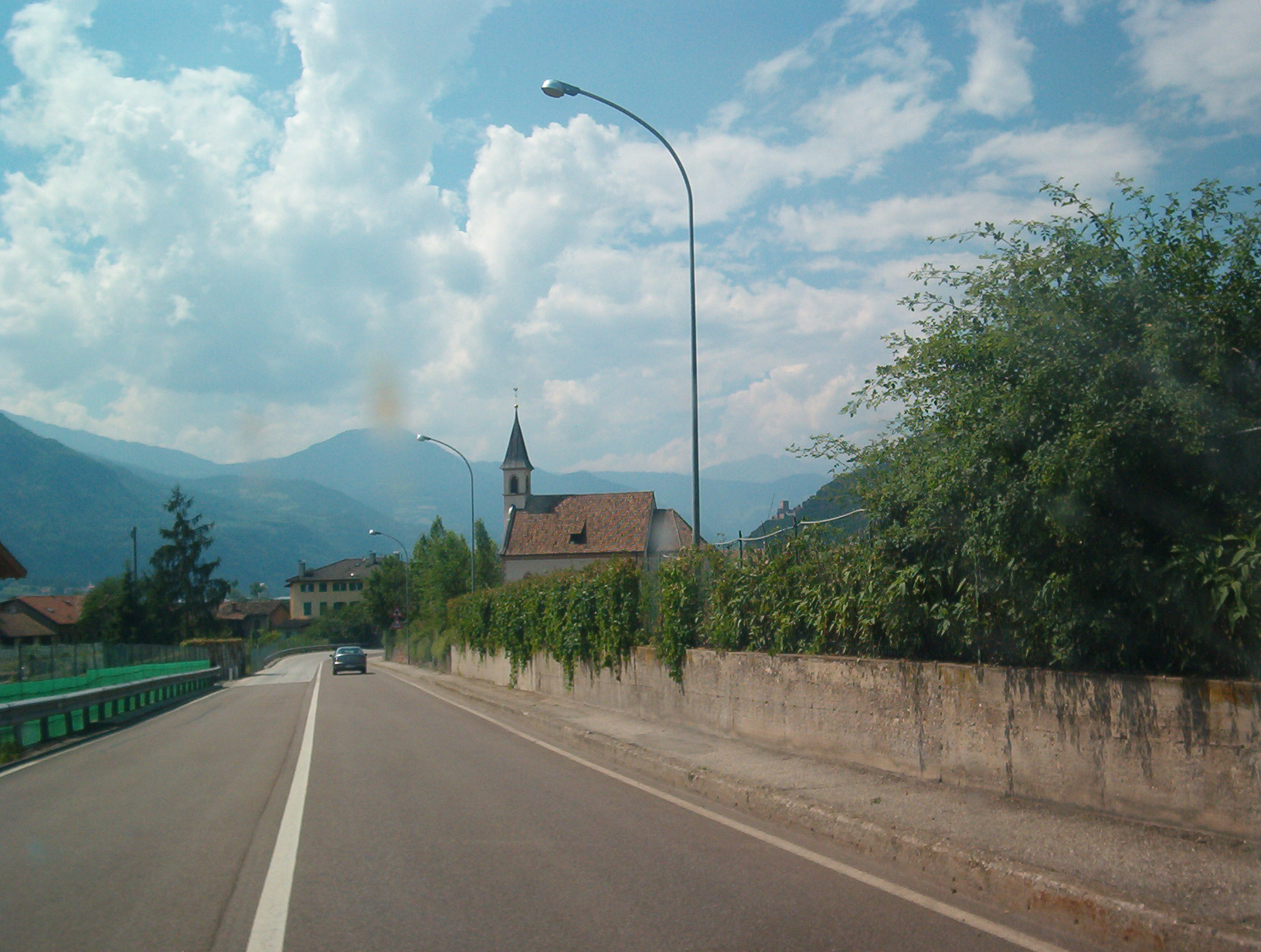
Einfahrt ins Dorf, von Bozen kommend
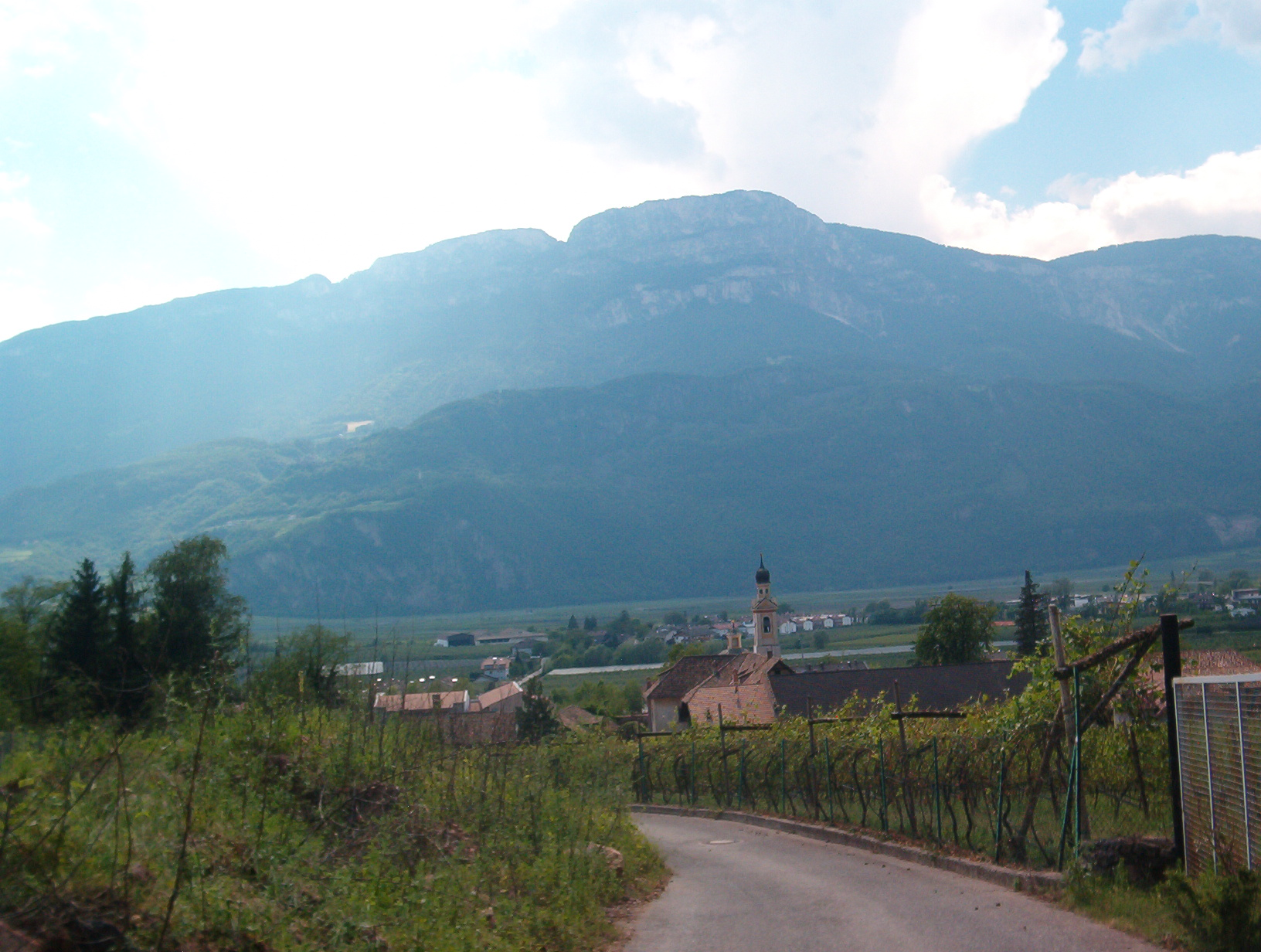
Das Dorf von oben
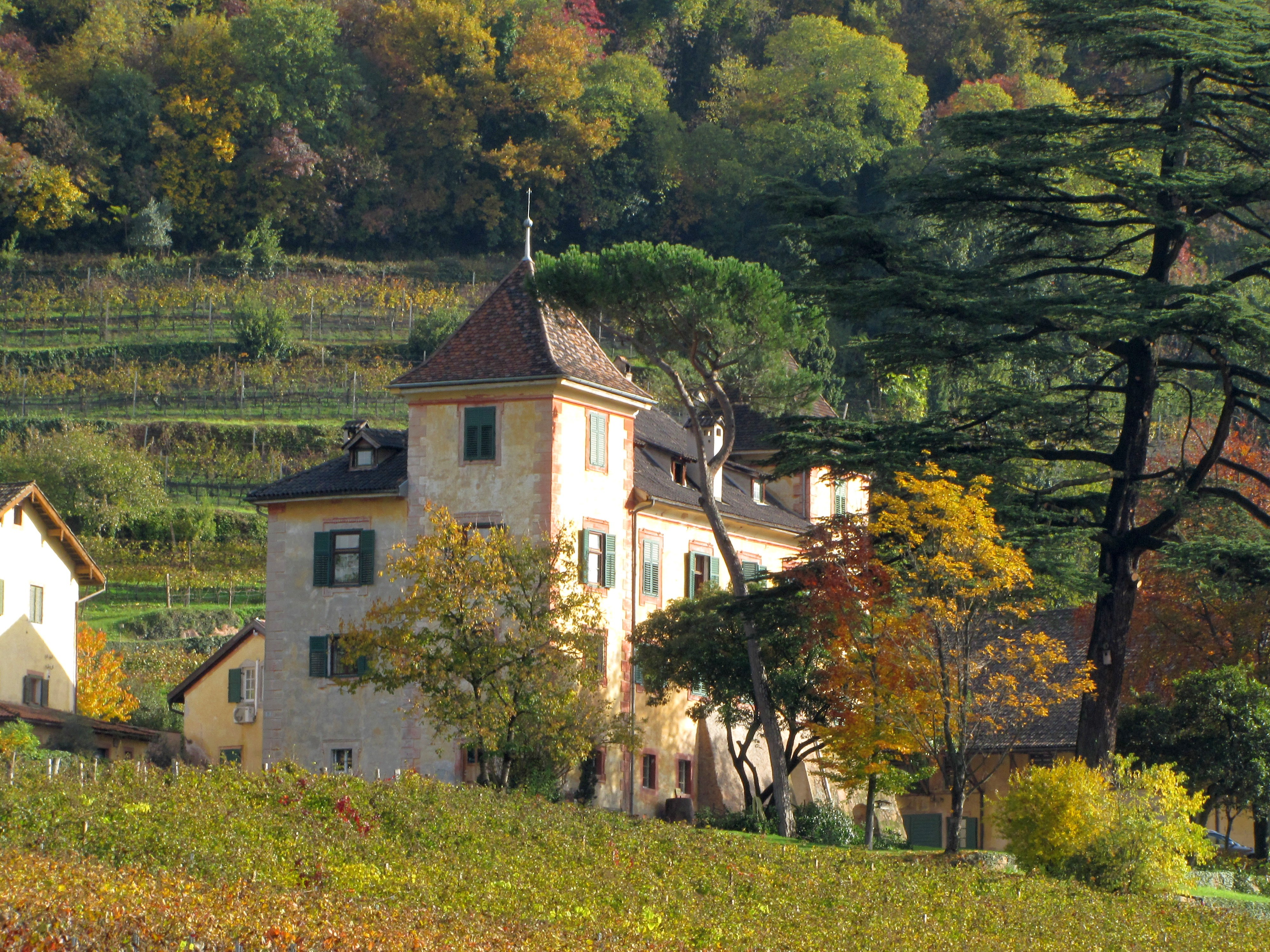
Ansitz Großkarnell in Siebeneich
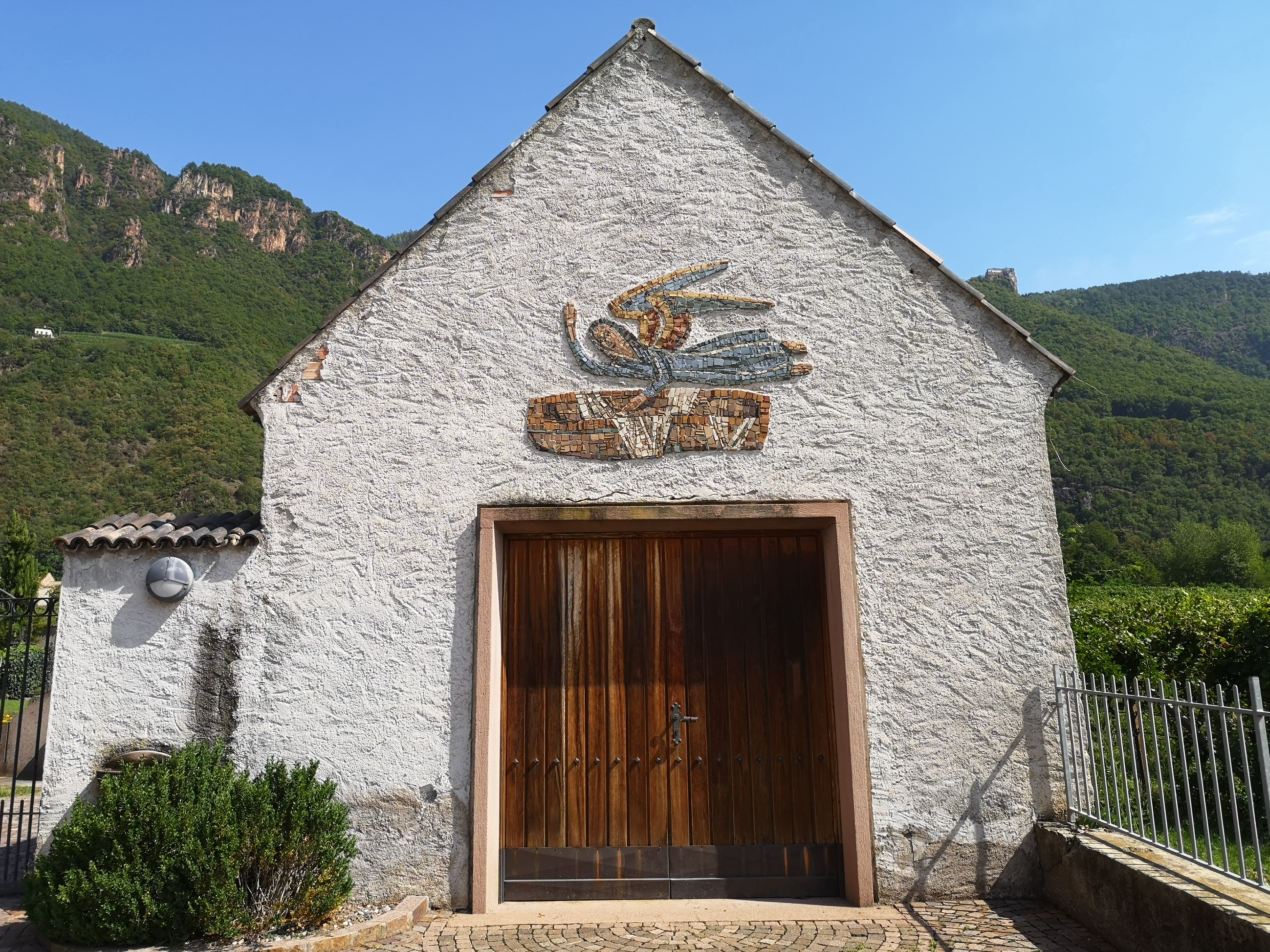
Die Friedhofskapelle bei der Herzjesukirche